# Смирнов, Евгений Александрович (футболист)
Евге́ний Алекса́ндрович Смирно́в (род. 4 января 1986, Вологда) — российский футболист, тренер.

## Биография
Воспитанник вологодского футбола. Рано уехал в Беларусь, где начал свою карьеру.
Первым его клубом был минский «Локомотив», по итогам сезона-2002 вышедший в высшую лигу чемпионата Беларуси. Сначала играл за дубль «Локомотива» (СКВИЧ) в 2002 году во второй лиге, в 2003 — в первенстве дублёров, за главную команду дебютировал в 2004 году в первой лиге (в том же году играл за другую команду первой лиги — «Лиду»), в высшей лиге — в 2005-м.
Сезон-2006 вместе с Павлом Багрянцевым доигрывал в аренде в ивановском «Текстильщике-Телекоме», с которым он вышел в Первый дивизион чемпионата России.
Через год футболист вернулся в Беларусь, где выступал за клуб «Дарида». После того как команда прекратила своё существование, Смирнов снова оказался в «Текстильщике».
Последний сезон провёл в любительском первенстве России, выступая за «Вологда».
В феврале 2012 года подписал контракт с клубом молдавской Национальной дивизии «Искра-Сталь».